# Union panukrainienne des églises de chrétiens évangéliques baptistes
Pour les articles homonymes, voir Union panukrainienne.
L’Union panukrainienne des églises de chrétiens évangéliques baptistes (en ukrainien : Всеукраїнський союз церков євангельських християн-баптистів, ВСЦ ЄХБ) est une association chrétienne évangélique d'églises baptistes en Ukraine. Elle est affiliée à l’Alliance baptiste mondiale. Son siège est situé à Kiev.

## Histoire
L’Union panukrainienne des églises de chrétiens évangéliques baptistes a ses origines dans un mouvement de baptême du croyant au XIXe siècle . En 1918, l'Union est fondée. En 1922, elle s'associe à l’Union russe des chrétiens évangéliques baptistes. Elle est officiellement réorganisée en 1990 et devient indépendante de l’Union russe des chrétiens évangéliques baptistes. Selon un recensement de l’association, en 2023 elle disait avoir 2,192 églises et 105,189 membres.

## Écoles
Elle compte 7 instituts de théologie affiliés.